# Hoplitis shoshone
Hoplitis shoshone is een vliesvleugelig insect uit de familie Megachilidae. De wetenschappelijke naam van de soort is voor het eerst geldig gepubliceerd in 1976 door Parker.